# ウズベキスタン自由民主党
ウズベキスタン自由民主党（ウズベキスタンじゆうみんしゅとう、英語: Uzbekistan Liberal Democratic Party、ウズベク語: O'zbekiston Liberal Demokratik Partiyasi/Ўзбекистон либерал-демократик партияси、O'zlidep/ЎзЛиДеП）は、ウズベキスタンの政党である。中道右派と考えられている。2003年の結党以来、議会総選挙では第1党を維持し続けている。

## 近年の動向
2004-2005年の選挙では120議席中41の議席を獲得、2009-2010年の選挙では150議席中55議席、2019-2020年の総選挙では53議席、2024年の総選挙では64議席を獲得した。
ウズベキスタン自由民主党は2007年10月4日、当時大統領であったイスラム・カリモフを2007年の大統領選挙において候補に擁立する予定であると発表した。それまでカリモフは人民民主党の支持を得て当選を重ねており、多くの人々がカリモフが別の政党で立候補することは法的に不可能であると考えていたが、11月6日、カリモフはタシュケントで行われた党大会において満場一致で自由民主党の大統領候補に選出され、カリモフは指名を受けて大統領選挙に出馬を表明した。